# Jakub Zdrójkowski
Jakub Zdrójkowski (ur. 29 maja 2000 w Warszawie) – polski aktor filmowy i telewizyjny, znany z roli Nikodema Kowalskiego w serialu Polsatu pt. Kowalscy kontra Kowalscy (2021-2022) oraz Piotrusia z Rodziny zastępczej Plus (2009).

## Życiorys
Jest synem Dariusza i Edyty Zdrójkowskich i bratem-bliźniakiem Adama, także aktora.
W 2009 grał Piotrusia w serialu Polsatu Rodzina zastępcza Plus. W latach 2012–2014 prowadził program kulinarny dla dzieci, zatytułowany Deserownia, emitowany na Teletoon+. Występował gościnnie w znanych polskich serialach m.in. Rodzinka.pl, Hotel 52 i Ojciec Mateusz. W latach 2021–2022 wcielał się w rolę Nikodema Kowalskiego, syna Henryka i Jadwigi w serialu Polsatu Kowalscy kontra Kowalscy. Jesienią 2022 brał udział w siedemnastej edycji programu rozrywkowego telewizji Polsat Twoja twarz brzmi znajomo.

## Filmografia
Spis sporządzono na podstawie materiału źródłowego:
- 2005: Magda M. jako Kuba, syn Karoliny i Wiktoria
- 2009: Rodzina zastępcza Plus jako Piotruś
- 2009: Londyńczycy jako Matthew, wnuk Niny
- 2010: Ciacho jako Gabryś, syn Krzysia i Magdy
- 2011: Rodzinka.pl jako kolega Kuby (odc. 43)
- 2012: Hotel 52 jako Bartek Konieczny (odc. 69)
- 2012: Reguły gry jako Jurek (odc. 12)
- 2012: Być jak Kazimierz Deyna jako ministrant
- 2012–2014: Deserownia jako Kuba
- 2013: Ojciec Mateusz jako chłopak (odc. 129)
- 2015: Jedynka (Bojewaja Jediniczka) jako Andrzej
- 2020: Ojciec Mateusz jako Robert Stępień (odc. 295)
- 2020: Barwy szczęścia jako Bogdan
- 2021–2022: Kowalscy kontra Kowalscy jako Nikodem Kowalski, syn Henryka i Jadwigi
- od 2023: Pierwsza miłość jako Mikołaj „Miki”
- 2023: Camera Café. Nowe parzenie jako kurier (odc. 13)
- 2024: Korona królów. Jagiellonowie jako Hynek
- od 2024: Królowie jako Hynek